# 레드캡투어
주식회사 레드캡투어는 대한민국의  렌터카과 여행 기업으로,본사는 서울시 중구 을지로 100 파인에비뉴 비동 19층에 위치해 있다.

## 역사
1992년에 범한여행으로 설립되었으며 2000년 2월 1일 코스닥 시장에 상장되었다.